# Entypesa nebulosa
Entypesa nebulosa är en spindelart som beskrevs av Simon 1902. Entypesa nebulosa ingår i släktet Entypesa och familjen Nemesiidae.
Artens utbredningsområde är Madagaskar. Inga underarter finns listade i Catalogue of Life.